# Giovanni Zenaro
Giovanni Zenaro (Berlino, 2 maggio 1914 – ...) è stato un calciatore italiano, di ruolo portiere.

## Carriera
Vestì le maglie di Thiene, Schio, Lazio, Marzotto, Sanremese, Varese e MATER.

## Palmarès

### Club

#### Competizioni nazionali
- Serie C: 2

M.A.T.E.R.: 1939-1940, 1941-1942